# Козловське сільське поселення (Поріцький район)
Козло́вське сільське поселення (рос. Козловское сельское поселение) — муніципальне утворення у складі Поріцького району Чувашії, Росія. Адміністративний центр — село Козловка.
Станом на 2002 рік існували Козловська сільська рада (село Козловка, присілки Мачкаси, Устиновка) та Ряпінська сільська рада (село Ряпіно).

## Населення
Населення — 827 осіб (2019, 935 у 2010, 1183 у 2002).

## Склад
До складу поселення входять такі населені пункти:
| Населений пункт     | Населення, осіб (2002) | Населення, осіб (2010) |
| ------------------- | ---------------------- | ---------------------- |
| Козловка, село      | 339                    | 258                    |
| Мочкаси, присілок   | 130                    | 105                    |
| Ряпіно, село        | 540                    | 433                    |
| Устиновка, присілок | 174                    | 139                    |